# Trésor de Fadhiline
Le trésor de Fadhiline est un important trésor romain datant du IIIe siècle et découvert à Fadhiline en Tunisie.

## Histoire et redécouverte

### Histoire

Carte de l'empire romain vers 271.

Le trésor a été découvert à 2,3 kilomètres à l'est de Téboulba et à 5 kilomètres au nord-est de Thapsus, non loin de Moknine.
L'ensemble a été thésaurisé sur une période assez courte, une quinzaine d'années entre les règnes de Gallien, Quintillus et Tetricus.
Le système monétaire romain est mis à plat à partir des émissions massives d'antoniniani sous le règne de Gordien III, et la thésaurisation des anciennes monnaies lourdes du système : l'aureus, le denier et le sesterce. Le trésor est un témoin de la crise du troisième siècle ainsi que des conséquences de la naissance de l'empire des Gaules, repris en main à la fin des règnes d'Aurélien et de Probus. La dépréciation monétaire génère des hausses de prix, une instabilité sociale et des révoltes.

### Découverte
Le trésor est découvert peu avant mai 1965, non loin de la mer, dans une ancienne carrière.
L'inventaire est fait en mai 1966 et poursuivi en mars 1976.

## Description

### Description générale
Le trésor est retrouvé dans une cruche de poterie commune.
Il est composé de 4 887 monnaies . Trois autres monnaies, datées des règnes d'Hélène, de Constance II et de Gratien sont écartées par Pierre Salama. 85 % de l'ensemble est constitué des seules monnaies de consécration datées du règne de Claude II le Gothique, qu'elles soient officielles ou des imitations. Les imitations concernent aussi les monnaies de Tetricus.
Après la mort de Claude II le Gothique, ses successeurs Quintillus et Aurélien, et jusque sous le règne de Probus, émettent dans l'atelier monétaire de Rome des monnaies destinées à rappeler son apothéose.

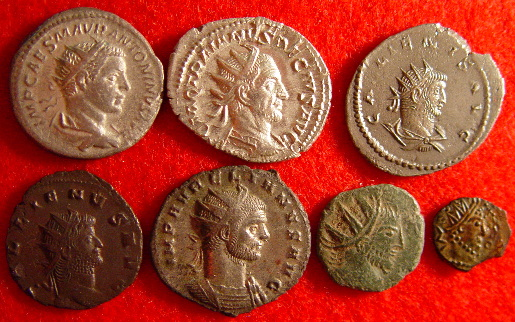
Antoniniani (image d'illustration).
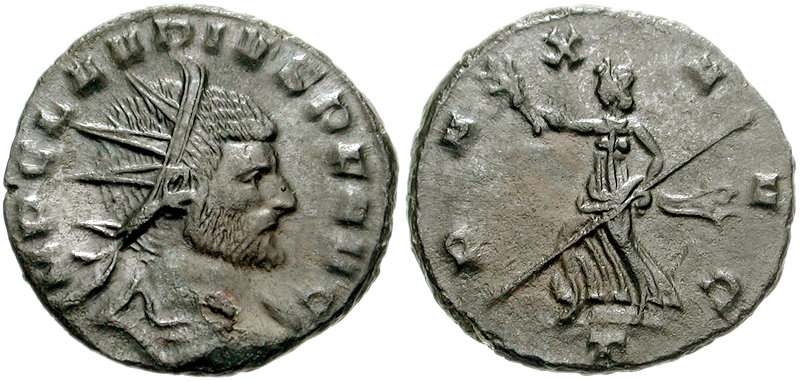
Antoninien de Claude II le Gothique (image d'illustration).
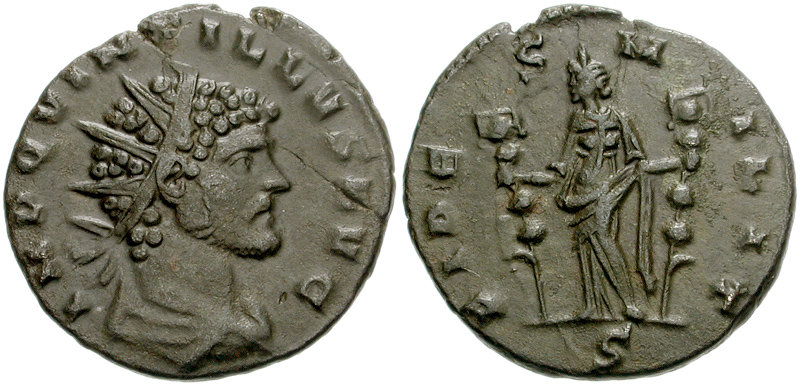
Antoninien de Quintillus (image d'illustration).

### Composition du trésor
Les monnaies concernent les règnes d'Élagabal et Tetricus.
| Empereur              | Nombre de monnaies |
| --------------------- | ------------------ |
| Élagabal              | 1                  |
| Volusien              | 1                  |
| Gallien               | 73                 |
| Salonine              | 6                  |
| Victorin              | 2                  |
| Tetricus Ier          | 209                |
| Tetricus II           | 70                 |
| Claude II le Gothique | 4241               |
| Quintillus            | 3                  |
| Tacite (indéterminé)  | 281                |

## Interprétation
Le trésor de Fadhiline est l'une des rares trouvailles de la fin du IIIe siècle publiées pour son secteur géographique.
Cette abondance relative de monnaies dédiées au Divo Claudio et frappées à Rome est constatée dans d'autres trésors monétaires découverts en Afrique du Nord. Le trésor de Fadhiline témoigne du transfert des monnaies dévaluées frappées à la suite du décès de Claude II le Gothique vers l'Afrique du Nord, et de la dévaluation monétaire à laquelle l'Orient méditerranéen échappe mais non l'Afrique. La reprise de nouvelles constructions sera le fait de la Tétrarchie.
Le trésor témoigne également de la reprise des relations commerciales entre la Gaule et l'Afrique à la fin du IIIe siècle et de la chute de l'empire gaulois. Du fait de la quantité de monnaies disponibles en Afrique, la province n'a guère été, selon Salama, une destinataire de monnaies « des derniers empereurs illyriens », ce qui entraîne le peu de découvertes de monnaies de ces derniers dans la province.